# Anjuk Ladangstadion
Het Anjuk Ladangstadion is een multifunctioneel stadion in Nganjuk, een plaats in Indonesië. 
Het stadion wordt vooral gebruikt voor voetbalwedstrijden, de voetbalclub Persenga Nganjuk maakt gebruik van dit stadion. In het stadion is plaats voor 10.000 toeschouwers. 